# Nicolò Carnesi
Nicolò Carnesi (Palermo, 23 giugno 1987) è un cantautore italiano.

## Biografia
Carnesi inizia la sua attività cantautoriale intorno ai 17 anni esibendosi per diverso tempo in giro per la Sicilia. Molte di queste esibizioni avvengono con il duo di musica elettronica formato nel marzo 2007 e chiamato Paradisi Artificiali, da una citazione del poeta Baudelaire. Oltre all'attività concertistica su territorio nazionale,  Carnesi ha portato la sua musica anche all’estero: Parigi, Bruxelles, Lugano, New York e, di recente, Abu Dhabi e Kuwait city nell’ambito di un progetto culturale nato sotto il patronato dell'Ambasciata d'Italia negli Emirati arabi.

### Gli eroi non escono il sabato
Dopo svariate esperienze giovanili, si propone al grande pubblico con  “Il Colpo” , singolo di esordio e  canzone manifesto della personalità e del modo ironico e, talora, disincantato, di affrontare la propria  quotidianità. Nel gennaio 2012 esce il suo  album discografico d'esordio “Gli eroi non escono il sabato”   (Disastro Records/Malintenti Dischi), preceduto dall’EP "Ho poca fantasia";  esso si caratterizza per una  rielaborazione dei diversi generi musicali in cui gli originali vengono svuotati della loro identità, smontati e ridotti a tessere per un collage di suoni, melodie e riferimenti.  Nei suoi testi  si delineano sconfortanti scenari della società moderna, si raccontano storie personali e  storie “sociali”, di vita e di territori vissuti e non.
Il disco si avvale della collaborazione con il cantautore Brunori Sas nel brano “Mi sono perso a Zanzibar” e  ottiene il primo posto tra i brani più graditi nel portale musicale  ROCKIT.  Inizia un  tour che si dispiega in circa 200 concerti in tutta Italia e gli fanno vincere il premio “KEEP ON” come migliore live rivelazione dell’anno. Partecipa  a numerosi festival  musicali quali il MIAMI.
Nel 2012 partecipa alla compilation  "Con due deca - La prima compilation di cover degli 883" pubblicata in download gratuito.
Nel 2013 collabora con Lo Stato Sociale per la riedizione di Turisti della democrazia. Il 28 agosto dello stesso anno partecipa alla terza edizione di Meraviglioso Modugno, concerto-omaggio a Domenico Modugno svoltosi a Polignano a Mare insieme ad altri artisti come Daniele Silvestri, Alessandro Mannarino, Dimartino, Brunori Sas, Peppe Servillo, Paola Turci e altri.

### Ho una galassia nell'armadio
Il 1º aprile 2014 pubblica il suo secondo disco, intitolato "Ho una galassia nell'armadio" (Candidato al Premio Tenco 2014).
Nel suo secondo full length, Carnesi  riprende le tematica  dell’amore, scostandosi però da quella sfera intimista e introspettiva per uscire fuori e dare uno sguardo al mondo esterno. In particolare sembra cercare una connessione tra il mondo macroscopico, ordinato da leggi ben precise e note e quello microscopico che risponde alle leggi della fisica quantistica., proiettandosi  in un percorso che analizza il complesso rapporto tra l’universo e il singolo uomo. Canzoni  suonate in buona parte  da solo, strumento per strumento, con la  collaborazione in regia di Tommaso Colliva  alla produzione, synth e vibrafono, Roberto Angelini alla slide, Rodrigo D'Erasmo agli archi, i Selton alle ritmiche e Antonio Di Martino al basso. Il tour inizia con le aperture dei concerti di Brunori Sas,  continua con un centinaio di  live e  si conclude a Milano con un concerto finale che ha visto la partecipazione di artisti quali Le luci della centrale elettrica, Dente e i Selton.

### Bellissima noia
Nel 2016 Carnesi pubblica il terzo disco  che parla delle solitudini che accompagnano i protagonisti verso un epilogo catartico e liberatorio, verso una “Bellissima noia“..  L'album vive di tensioni, come quella che si crea tra l’asetticità del titolo del brano “Lo spazio vuoto” e il suono vintage del pezzo, poi scelto come primo singolo (15 luglio 2016.) estratto dall’album. Dal brano è stato tratto un video girato dal regista Stefano Poletti. Musicalmente è un lavoro che unisce cantautorato a suggestioni strumentali d’ispirazione psichedelica, il lirismo dei pianoforti e la saturazione delle chitarre elettriche con l’elettronica dal sound analogico.  Così l'autore si esprime sul suo lavoro:- In “Bellissima Noia” c’è quella idea che la noia possa fungere da trasmettitore per le idee, che possa portare a fare qualcosa di buono, scrivere, creare, nonostante la classica accezione negativa. Volevo riflettere e raccontare il lato positivo della noia, perché molto spesso mi porta a “fare” tante cose, dalla scrittura a guardare un film, come dico anche nella traccia omonima del disco.
Nel 2017 esce il singolo “Motel San Pietro” che  rappresenta un nuovo capitolo, il classico viene abbattuto per lasciare spazio alla contemporaneità,  alla sperimentazione sotto forma di un decostruzione del format canzone e ad un’estremizzazione della voce.

### Ho bisogno di dirti domani
L'11 ottobre 2019 esce il quarto disco: "Ho bisogno di dirti domani" per  Goodfellas/Porto Records. L’album è stato anticipato dai brani Turisti d’appartamento e Borotalco, quest’ultimo presentato con un videoclip diretto da Manuela di Pisa con la partecipazione di Izabella Anna Moren. Carnesi, che ha composto musiche e testi, oltre al canto vi ha suonato chitarra, pianoforte e synth.

## Formazione dal vivo
- Nicolò Carnesi – voce, chitarre e tastiere
- Donato Di Trapani – tastiere, elettronica e produzione
- Carmelo Drago – basso
- Agostino Burgio – batteria

## Discografia

### Album in studio
- 2012 – Gli eroi non escono il sabato
- 2014 – Ho una galassia nell'armadio
- 2016 – Bellissima noia
- 2019 – Ho bisogno di dirti domani
- 2025 - Ananke

### EP
- 2011 – Ho poca fantasia

### Singoli
- 2011 – Il colpo
- 2012 – Ho poca fantasia
- 2014 – La rotazione
- 2014 – Il disegno
- 2016 – Lo spazio vuoto
- 2017 – Motel San Pietro
- 2019 – Spogliati
- 2019 – Turisti d'appartamento
- 2019 – Borotalco
- 2021 – Virtuale
- 2021 – Consumati
- 2021 – I santi
- 2022 – Levati (feat. Dente)
- 2022 – Il demonio (con Management e Cimini)